# فالنتين تشيرنيكوف
فالنتين تشيرنيكوف(الأرمينية: Վալենտին Չեռնիկով ،1 أبريل 1937، يريفان - 5 يناير 2002، نيجني نوفغورود) كان المبارز السوفيتي الأولمبي. وفاز بميدالية برونزية في حدث فريق épée في الألعاب الأولمبية الصيفية لعام 1960.كما فاز بالميدالية الذهبية في بطولة العالم للمبارزة عام 1961 في الفريق épée.

## روابط خارجية
- فالنتين تشيرنيكوف على موقع أوليمبيديا (الإنجليزية)